# Гречанка
Гречанка (рум. Greceanca) — село у повіті Бузеу в Румунії. Входить до складу комуни Бряза.
Село розташоване на відстані 79 км на північний схід від Бухареста, 23 км на захід від Бузеу, 122 км на захід від Галаца, 97 км на південний схід від Брашова.

## Населення
За даними перепису населення 2002 року у селі проживала 981 особа. Рідною мовою 978 осіб (99,7%) назвали румунську.
Національний склад населення села:
| Національність | Кількість осіб | Відсоток |
| -------------- | -------------- | -------- |
| румуни         | 967            | 98,6%    |
| цигани         | 14             | 1,4%     |